# 亚美尼亚武装力量
亚美尼亚武装力量，也译作亚美尼亚国民军，是亚美尼亚共和国的国家武装力量，由陆军和空军组成。亚美尼亚国民军的历史可追溯到1918年亚美尼亚第一共和国成立时组建的武装力量，但现军队是1992年1月28日以苏联武装力量驻亚美尼亚苏维埃社会主义共和国的军队为基础建立的，最初的军人主要源自外高加索军区近卫第7集团军。作为一个内陆国家，亚美尼亚并无海军。
亚美尼亚武装力量最高统帅由亚美尼亚总理担任，国防部是领导武装力量的国家机关，国防部长对武装力量实施直接指挥，总参谋长向其负责。